# Phaeothlypis
Phaeothlypis es un género obsoleto de aves paseriformes perteneciente a la familia Parulidae que agrupaba a dos especies nativas de América Central y América del Sur. Son conocidos popularmente como reinitas o chivíes.
De acuerdo a un comprehensivo estudio filogenético de todos los géneros y casi todas las especies de la familia Parulidae, el presente género fue fundido en Myiothlypis, y, por lo tanto se volvió un sinónimo del mismo.

## Lista de especies
Contenía las siguientes especies:
- Phaeothlypis fulvicauda (Spix, 1825) – reinita culiparda;
- Phaeothlypis rivularis (Wied-Newied, 1821) – reinita ribereña.

## Taxonomía
Usando tanto análisis de ADN mitocondrial como ADN nuclear, Lovette et al. (2010) establecieron una hipótesis filogenética para todos los géneros y casi todas las especies de la familia Parulidae. El amplio muestreo de taxones de Lovette et al indicó que el amplio género Basileuterus como anteriormente definido no era monofilético y que el género Myiothlypis precisaba ser resucitado para un gran número de especies incluidas antes en Basileuterus; y que el género Phaeothlypis debería ser también fundido con aquel. La Propuesta N° 571 al Comité de Clasificación de Sudamérica (SACC) aprobó la adopción de una nueva clasificación genérica para la familia Parulidae.